# Tarsila do Amaral
Tarsila de Aguiar do Amaral (Capivari, 1º settembre 1886 – San Paolo, 17 gennaio 1973) è stata una pittrice, disegnatrice e traduttrice brasiliana.
È considerata una delle esponenti più significative dell'arte modernista in America latina. Appartenente al cosiddetto Grupo dos Cinco assieme a Anita Malfatti, Menotti Del Picchia, Mário de Andrade e Oswald de Andrade, contribuì inoltre alla formazione del cosiddetto Movimento antropofágico, del quale il suo quadro Abaporu è una delle prime espressioni.

## Biografia

### La famiglia e i primi anni
Tarsila de Aguiar do Amaral nacque il primo settembre del 1886 a Capivari, municipio situato nell'interno dello Stato di San Paolo, da José Estanislau do Amaral Filho e Lídia Dias de Aguiar. Il suo nonno paterno era José Estanislau do Amaral, fazendeiro paulista benestante. Tarsila era la figlia secondogenita; tra i suoi fratelli troviamo Milton, padre del geologo brasiliano Sérgio Estanislau do Amaral.
José Estanislau do Amaral Filho ereditò la fortuna paterna tra cui diverse aziende agricole nelle quali Tarsila trascorse con la famiglia la sua infanzia. Inizialmente la famiglia visse nella Fazenda São Bernardo, situata nei pressi di Capivari, per trasferirsi in seguito nella Fazenda Santa Tereza do Alto, a Monte Serrat, nei dintorni di Santos. 
I genitori di Tarsila tuttavia non trascurarono di fornire ai figli un'educazione adeguata. In linea con l'atmosfera culturale dominante nel Brasile del tempo, che ancora recava l'influenza del periodo imperiale, la formazione di Tarsila ebbe un'impronta fortemente filo francese. Ella acquisì inoltre grazie alla sua prima maestra, la belga Marie van Varemberg d'Egmont, una buona padronanza del francese scritto e parlato.

### Gli studi a San Paolo e Barcellona
Tarsila entrò in un collegio gestito da religiose nel quartiere di Santana a San Paolo per poi passare nel Colégio Sion. I suoi genitori ritenendo di poter offrire alla figlia un'educazione superiore, la iscrissero nel Colegio del Sagrado Corazon di Barcellona, dove studiò per due anni. In questo contesto ebbe i suoi primi contatti con la pittura. 

### Il primo matrimonio
Al suo ritorno dall'Europa, nel 1906, Tarsila sposò il medico André Teixeira Pinto. Il marito tuttavia si oppose agli interessi artistici di Tarsila, esigendo che ella si dedicasse esclusivamente alle faccende domestiche. Tali attriti condussero alla separazione della coppia. Dal matrimonio nacque l'unica figlia di Tarsila, Dulce. Poco dopo la sua nascita Tarsila tornò a vivere presso i suoi genitori portando con sé la figlia. 

### L'inizio della carriera artistica
Tarsila do Amaral iniziò la sua formazione pittorica "seria" nel 1917, sotto la guida del pittore naturalista Pedro Alexandrino Borges. In seguito ebbe come maestro il tedesco Georg Fischer-Elpons. Nel 1920 si recò a Parigi dove frequentò l'Académie Julian e l'atelier di Émile Renard.
Nonostante fosse venuta già a Parigi in contatto con le nuove tendenze artistiche e le avanguardie, Tarsila aderì concretamente alle idee moderniste solamente in seguito al suo ritorno in Brasile, avvenuto nel 1922. A San Paolo venne presentata da Anita Malfatti ai modernisti Oswald de Andrade, Mário de Andrade e Menotti Del Picchia. Prima del suo ritorno dall'Europa tale gruppo aveva promosso il festival delle arti noto come Semana de Arte Moderna, svoltosi tra l'11 e il 18 febbraio del 1922 presso il Teatro Municipale di San Paolo. L'evento ebbe una grande rilevanza nell'ambito dello sviluppo del modernismo in Brasile. I suoi partecipanti si proponevano di modificare lo stile artistico nazionale incoraggiando la formazione di uno stile originale che incorporasse elementi europei e autoctoni della cultura brasiliana. Con l'inclusione nel gruppo di Tarsila scaturì la formazione del cosiddetto Grupo dos Cinco.
Tarsila tornata nel frattempo in Europa, si unì in matrimonio nel gennaio del 1923 a Oswald de Andrade; la coppia visitò il Portogallo e la Spagna. Di ritorno a Parigi Tarsila venne in contatto con il movimento cubista: frequentò l'accademia di André Lhote e incontrò Pablo Picasso, Albert Gleizes e Fernand Léger. Quest'ultimo in particolare ebbe un'influenza significativa sullo stile pittorico di Tarsila.

### Le fasiPau-BrasileAntropofagia

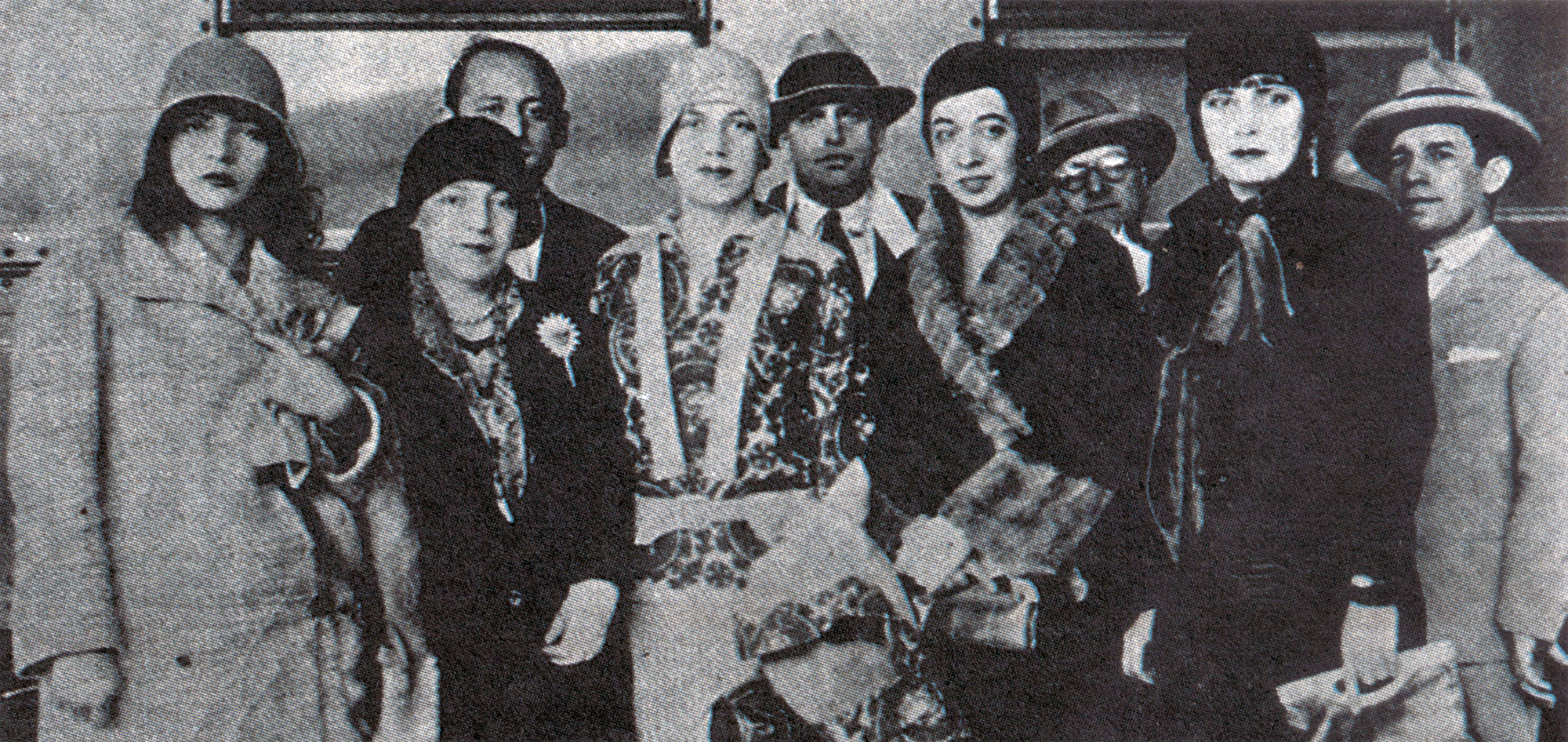
Alcuni esponenti del Movimento Antropofágico nel 1929. Da sinistra a destra Pagu, Anita Malfatti, Benjamin Péret, Tarsila do Amaral, Oswald de Andrade, Elsie Houston, Álvaro Moreyra, Eugênia Álvaro Moreyra e Maximilien Gauthier.

Nel 1924 Tarsila intraprese un viaggio attraverso il Brasile in compagnia dei modernisti brasiliani e del poeta svizzero Blaise Cendrars, nel corso del quale venne in contatto con varie realtà locali; da questa esperienza trasse ispirazione per elaborare una forma nazionale di arte. A questo periodo risalgono vari disegni a partire dai quali sarebbero stati successivamente realizzati dei dipinti. Tarsila inoltre illustrò le poesie composte da Oswald de Andrade durante il viaggio, tra cui la sua importante raccolta intitolata Pau Brasil, pubblicata nel 1924. Nel manifesto artistico anch'esso chiamato Pau Brasil, Andrade sottolineò come la cultura brasiliana fosse il risultato dell'importazione di modelli di origine europea; egli invitava pertanto gli artisti brasiliani a creare prodotti artistici che fossero espressione di una cultura autenticamente autoctona al fine di esportare la cultura nazionale nel mondo. Il nome Pau Brasil deriva appunto dal nome del legno che era stato nel periodo coloniale uno dei principali prodotti esportati dal Brasile. Nel manifesto inoltre Andrade sollecitava gli artisti ad avvicinarsi allo stile modernista.
In questa fase Tarsila modificò la propria scelta dei colori, che divennero più vibranti, trasmettendo l'esuberanza cromatica delle ambientazioni e dei soggetti tropicali brasiliani. Un'opera di questo periodo è E.F.C.B.(Estrada de Ferro Central do Brasil) del 1924. Oltre ai soggetti naturalistici Tarsila si interessò anche alle manifestazioni della modernità in Brasile, raffigurata dalle macchine e dagli altri oggetti associati al progresso tecnologico.
Nel 1926 Tarsila si sposò con Oswald de Andrade e nello stesso anno realizzò la sua prima esposizione personale, presso la Galleria Percier di Parigi. Tra le opere presentate troviamo São Paulo (1924), A Negra (1923), Lagoa Santa (1925) e Morro de Favela (1924). Nel 1928 dipinse l'importante opera Abaporu (nome di origine tupi traducibile come "uomo che mangia carne umana"). Il titolo dell'opera venne suggerito da Raul Bopp e Oswald de Andrade che di lì a poco diedero inizio al Movimento Antropofágico. L'opera fu inoltre fonte di ispirazione per il Manifesto antropofago (1928), dello stesso Oswald de Andrade.
Tale movimento riprendendo elementi del Pau Brasil propone l'assorbimento (in analogia al rituale cannibalistico nel quale si divora il proprio nemico al fine di assorbirne i tratti positivi) da parte della cultura brasiliana della influenze straniere al fine di estrarne gli elementi utili alla costruzione di caratteri originali e nazionali. 
Nel luglio del 1929 Tarsila espose le sue opere per la prima volta in Brasile, a Rio de Janeiro. Nello stesso anno, a causa del crollo della borsa di New York la famiglia di Tarsila viene colpita duramente dagli effetti della crisi della domanda di caffè ed è costretta a cedere la sua fazenda. Sempre nel 1929 Oswald de Andrade si separa da Tarsila per sposarsi con la scrittrice Patrícia Rehder Galvão. 
Nel 1930 Tarsila ottenne l'incarico di curatrice presso la Pinacoteca dello stato di San Paolo. Diede inizio all'organizzazione della collezione di quello che era il primo museo di arte paulista. Venne tuttavia licenziata con l'avvento al potere di Getúlio Vargas.

### Il viaggio in Unione Sovietica e la fase sociale
Tarsila si avvicinò al comunismo agli inizi degli anni trenta grazie all'influenza del nuovo compagno, lo psichiatra e militante comunista Osório César. 
Nel 1931 Tarsila mise in vendita alcune opere della sua collezione al fine di ottenere fondi sufficienti per un viaggio in Unione Sovietica con Osório César. La coppia visitò Mosca, Leningrado, Odessa. A Mosca Tarsila ebbe occasione di esporre presso il Museo di stato di arte moderna occidentale (Государственный музей нового западного искусства, Gosudarstvennyj muzej novogo zapadnogo iskusstva). In seguito visitò Costantinopoli, Belgrado e Berlino. La coppia infine approdò a Parigi, dove per mancanza di denaro Tarsila lavorò come operaia. Nel 1932 la coppia tornò infine in Brasile. 
In patria, a causa della sua partecipazione alle attività dei movimenti politici di sinistra e del viaggio in Unione Sovietica Tarsila venne considerata sospetta dalle autorità e viene incarcerata per alcuni mesi nel 1932. A questa fase risalgono le opere di tematica sociale Operários e Segunda Classe. Intorno alla metà degli anni trenta Tarsila si legò sentimentalmente allo scrittore Luis Martins, che in seguito sposò.
A partire dagli anni quaranta Tarsila ritorna ad uno stile pittorico più simile a quello che aveva caratterizzato la sua produzione degli anni venti. Espone nella prima e nella seconda Biennale di San Paolo e viene omaggiata con una retrospettiva presso il Museo di arte moderna di San Paolo (MAM) nel 1960. Nel 1963 è presente con una sala dedicata alla Biennale di San Paolo e nell'anno successivo espone anche alla 32ª Biennale d'arte di Venezia.

### Gli ultimi anni
Nel 1965 Tarsila si sottopose ad un intervento chirurgico della colonna vertebrale a causa di problemi ricorrenti che la affliggevano; l'operazione tuttavia non ebbe esito positivo a causa di un errore medico e Tarsila rimane paralizzata. 
Nel 1966 Tarsila perde anche la figlia Dulce, morta per complicazioni legate al diabete. Si avvicinò in quel periodo allo spiritismo. 
Tarsila mise in vendita in quel periodo diversi suoi quadri, donando una parte del denaro ottenuto ad un'organizzazione amministrata da Chico Xavier, del quale divenne amica. Tarsila ricevette la visita di Chico Xavier in più occasioni e i due tennero una corrispondenza. 
Tarsila do Amaral morì presso l'Hospital da Beneficência Portuguesa di San Paolo il 17 gennaio del 1973. È sepolta nel Cemitério da Consolação.

## Opere
- Pátio com Coração de Jesus (Ilha de Wright) - 1921
- A Espanhola (Paquita) - 1922
- Chapéu Azul - 1922
- Margaridas de Mário de Andrade - 1922
- Árvore - 1922
- O Passaporte (Portrait de femme) - 1922
- Retrato de Oswald de Andrade - 1922
- Retrato de Mário de Andrade - 1922
- Estudo (Nu) - 1923
- Manteau Rouge - 1923
- Rio de Janeiro - 1923
- A Negra - 1923
- Caipirinha - 1923
- Estudo (La Tasse) - 1923
- Figura em Azul (Fundo com laranjas) - 1923
- Natureza-morta com relógios - 1923
- O Modelo - 1923
- Pont Neuf - 1923
- Rio de Janeiro - 1923
- Retrato azul (Sérgio Milliet) - 1923
- Retrato de Oswald de Andrade - 1923
- Autorretrato - 1924
- São Paulo (Gazo) - 1924
- A Cuca - 1924
- São Paulo - 1924
- São Paulo (Gazo) - 1924
- A Feira I - 1924
- Morro da Favela - 1924
- Carnaval em Madureira - 1924
- Anjos - 1924
- EFCB (Estrada de Ferro Central do Brasil) - 1924
- O Pescador - 1925
- A Família - 1925
- Vendedor de Frutas - 1925
- Paisagem com Touro I - 1925
- A Gare - 1925
- O Mamoeiro - 1925
- A Feira II - 1925
- Lagoa Santa - 1925
- Palmeiras - 1925
- Romance - 1925
- Sagrado Coração de Jesus I - 1926
- Religião Brasileira I - 1927
- Manacá - 1927
- Pastoral - 1927
- A Boneca - 1928
- O Sono - 1928
- O Lago - 1928
- Calmaria I - 1928
- Distância - 1928
- O Sapo - 1928
- O Touro - 1928
- O Ovo (Urutu) - 1928
- A Lua - 1928
- Abaporu - 1928
- Cartão Postal - 1928
- Antropofagia - 1929
- Calmaria II - 1929
- Cidade (A Rua) - 1929
- Floresta - 1929
- Sol Poente - 1929
- Idílio - 1929
- Distância - 1929
- Retrato do Padre Bento - 1931
- Operários - 1933
- Segunda Classe - 1933
- Crianças (Orfanato) - 1935/1949
- Costureiras - 1936/1950
- Altar (Reza) - 1939
- O Casamento - 1940
- Procissão - 1941
- Terra - 1943
- Primavera - 1946
- Estratosfera - 1947
- Praia - 1947
- Fazenda - 1950
- Porto I - 1953
- Procissão(Painel) - 1954
- Batizado de Macunaíma - 1956
- A Metrópole - 1958
- Passagem de nível III - 1965
- Porto II - 1966
- Religião Brasileira IV - 1970